# Assedio d'amore
Assedio d'amore (Mr. Music) è un film commedia del 1950, diretto da Richard Haydn e interpretato da Bing Crosby, Nancy Olson, Charles Coburn e con un cameo di Groucho Marx nel ruolo di se stesso.
La sceneggiatura di Arthur Sheekman si basa sul lavoro teatrale Accent on Youth di Samson Raphaelson andato in scena a Broadway al Plymouth Theatre il 25 dicembre 1934. La commedia restò in scena per 229 recite.
La Paramount portò sullo schermo il lavoro di Raphaelson con due altri film. Il primo, diretto da Wesley Ruggles, fu intitolato come la commedia originale Accent on Youth; il secondo, nel 1959 (in italiano Ma non per me), fu diretto da Walter Lang e venne interpretato da Clark Gable e Carrol Baker.

## Trama
Disavventure di un compositore senza ispirazione né finanziatore. Lo salva la segretaria, innamorata di lui.

## Produzione
Il film fu prodotto dalla Paramount Pictures.

## Distribuzione
Distribuito dalla Paramount Pictures, il film uscì nelle sale cinematografiche USA l'8 dicembre 1950 e venne presentato a New York il 20 dicembre. Nel 1951, fu distribuito in Danimarca (1 giugno), Svezia (13 agosto), Finlandia (17 agosto) come Sävelten maailmassa. Nel 1952, uscì in Argentina il 1º aprile con il titolo El Señor Música, nelle Filippine (a Davao) il 6 maggio, in Portogallo il 20 giugno (come A Secretária Ideal) e nei Paesi Bassi l'11 luglio.